# Biełgorod

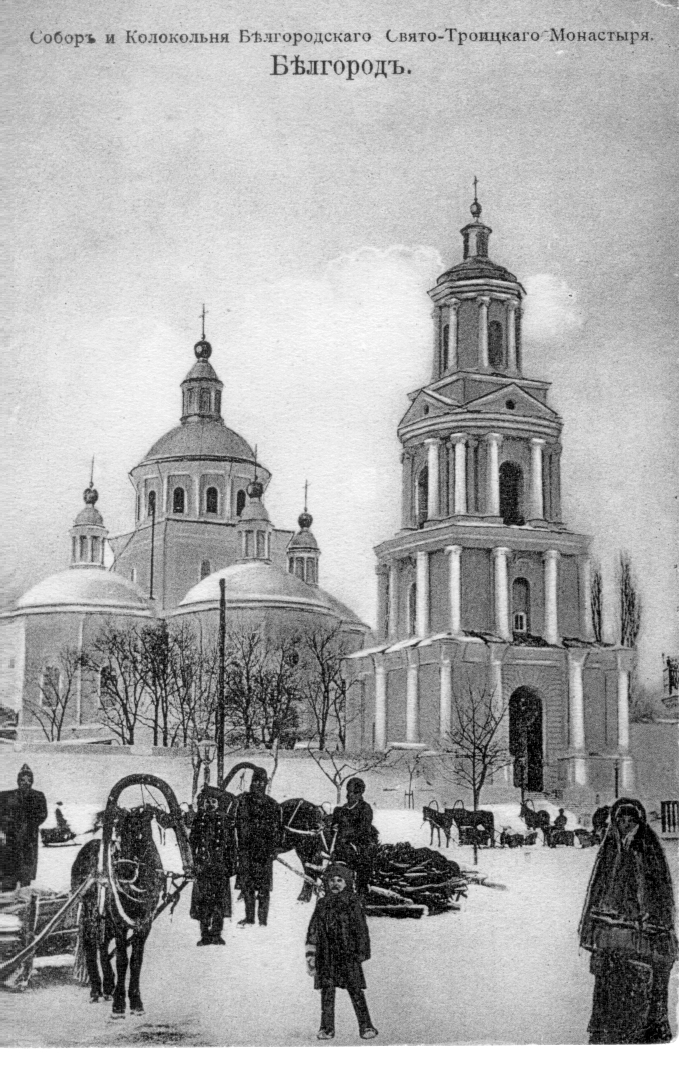
Katedra Świętej Trójcy w Biełgorodzie na początku XX wieku

Biełgorod (ros. Белгород) – miasto obwodowe w europejskiej części Rosji, położone nad rzeką Doniec, 40 km na północ od granicy z Ukrainą i 695 km na południe od Moskwy, w Centralnym Okręgu Federalnym.

## Historia
Pierwsze wzmianki o Biełgorodzie pochodzą z roku 1237. Osada otrzymała prawa miejskie dopiero w 1593 roku. Biełgorod do końca XVII wieku był jedną z głównych rosyjskich twierdz obronnych przed najazdami Tatarów krymskich.
Na przełomie grudnia 1918 i stycznia 1919, Biełgorod był siedzibą Tymczasowego Robotniczo-Chłopskiego Rządu Ukrainy, przed jego przeniesieniem do Charkowa.
Wokół miasta znajdują się pola walk II wojny światowej, m.in. największej bitwy pancernej (900 czołgów) – bitwy pod Prochorowką.
Podczas inwazji Rosji na Ukrainę w 2022 roku Biełgorod stał się istotnym ośrodkiem logistycznym na zapleczu wojsk atakujących północ Ukrainy i jednym z celów nielicznych ataków ukraińskich na terytorium Rosji. 29 marca 2022 roku Ukraina ostrzelała skład amunicji w okolicy Biełgorodu pociskiem Toczka, a nad ranem 1 kwietnia dwa ukraińskie śmigłowce Mi-24 wykonały rajd na terytorium rosyjskie, niszcząc w mieście osiem zbiorników paliwa.

## Demografia
- 1801 – 3462
- 1890 – 22 940
- 1939 – 34 000
- 1959 – 72 000
- 1970 – 151 000
- 1994 – 318 000
- 2002 – 330 000
- 2004 – 338 596
- 2005 – 340 900
- 2010 – 356 402[7]
- 2012 – 366 110
- 2013 – 373 528
- 2018 – 391 554[8]
- 2020 – 394 142[1]

## Gospodarka
Ośrodek przemysłowy; m.in. cementownia, fabryka urządzeń energetycznych, elektrownia. Ważny ośrodek badawczy obszaru kruszcowego – w okolicy złoża rud żelaza (Kurska anomalia magnetyczna).

## Transport
Znaczny węzeł komunikacyjny; stacja kolejowa Biełgorod, posiada międzynarodowy port lotniczy o znaczeniu federalnym.
- Dworzec autobusowy w Biełgorodzie
- Dworzec kolejowy w Biełgorodzie
- Trolejbusy w Biełgorodzie

## Edukacja
Ośrodek naukowy (5 uczelni), teatry, muzea, m.in.:
- Biełgorodzki Państwowy Uniwersytet Technologiczny im. W. Szuchowa[10].

## Sport
- Salut-Eniergija Biełgorod – klub piłkarski
- Biełogorje Biełgorod – klub piłki siatkowej mężczyzn
- Uniwiersitiet-Tiechnołog Biełgorod – klub piłki siatkowej kobiet
- HK Biełgorod – klub hokeja na lodzie

## Miasta partnerskie
- Eupatoria
- Herne, Niemcy
- Ługańsk, Ukraina
- Nisz, Serbia
- Orzeł, Rosja
- Sewastopol
- Wakefield, Wielka Brytania
- Wyszogród, Ukraina
- Zaoziorsk, Rosja[11]

24 marca 2016 roku władze ukraińskiego miasta Pryłuki wypowiedziały umowę partnerską z Biełgorodem.

## Galeria

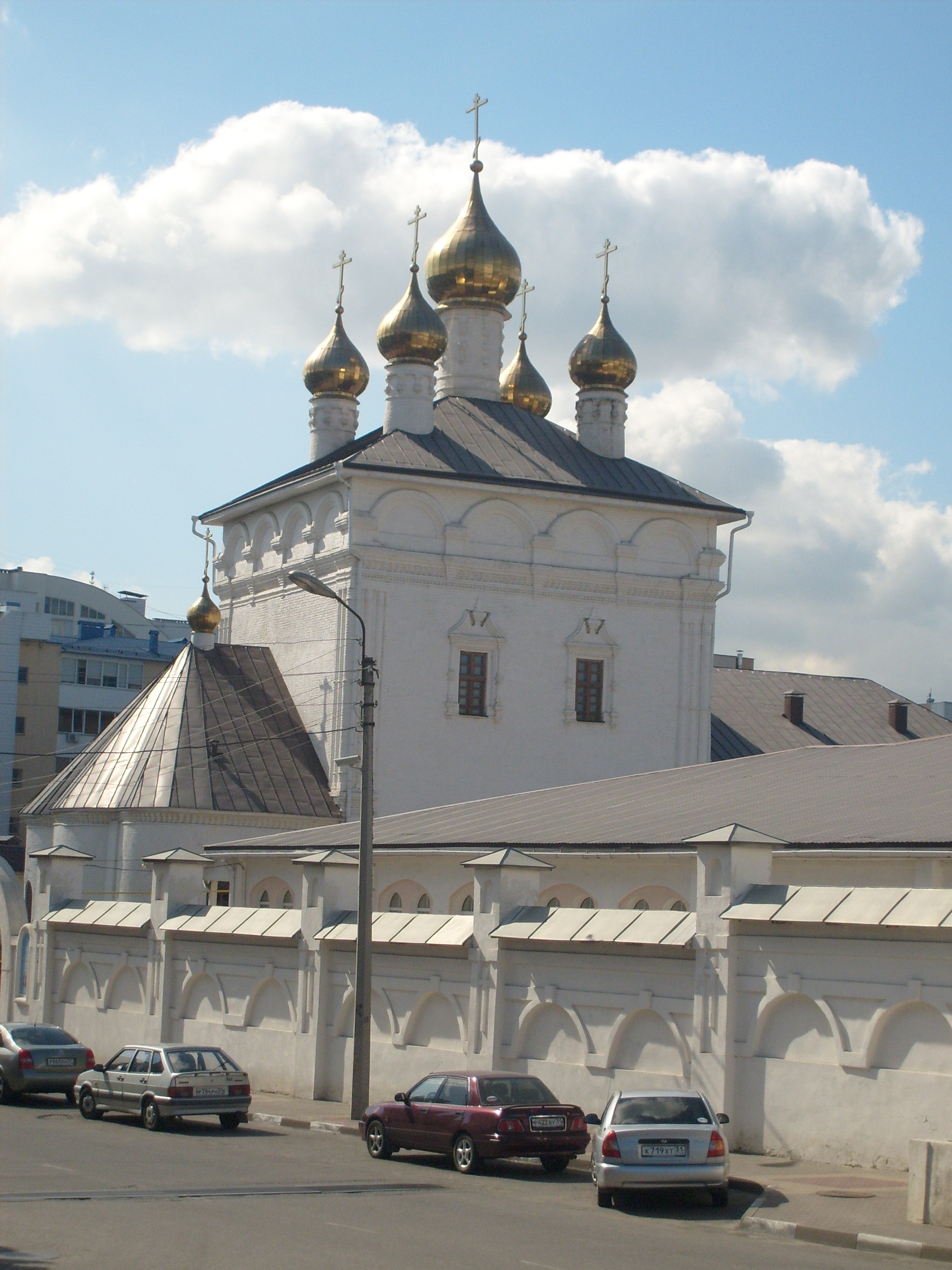
Sobór Zaśnięcia Najświętszej Matki Bożej na terenie monasteru
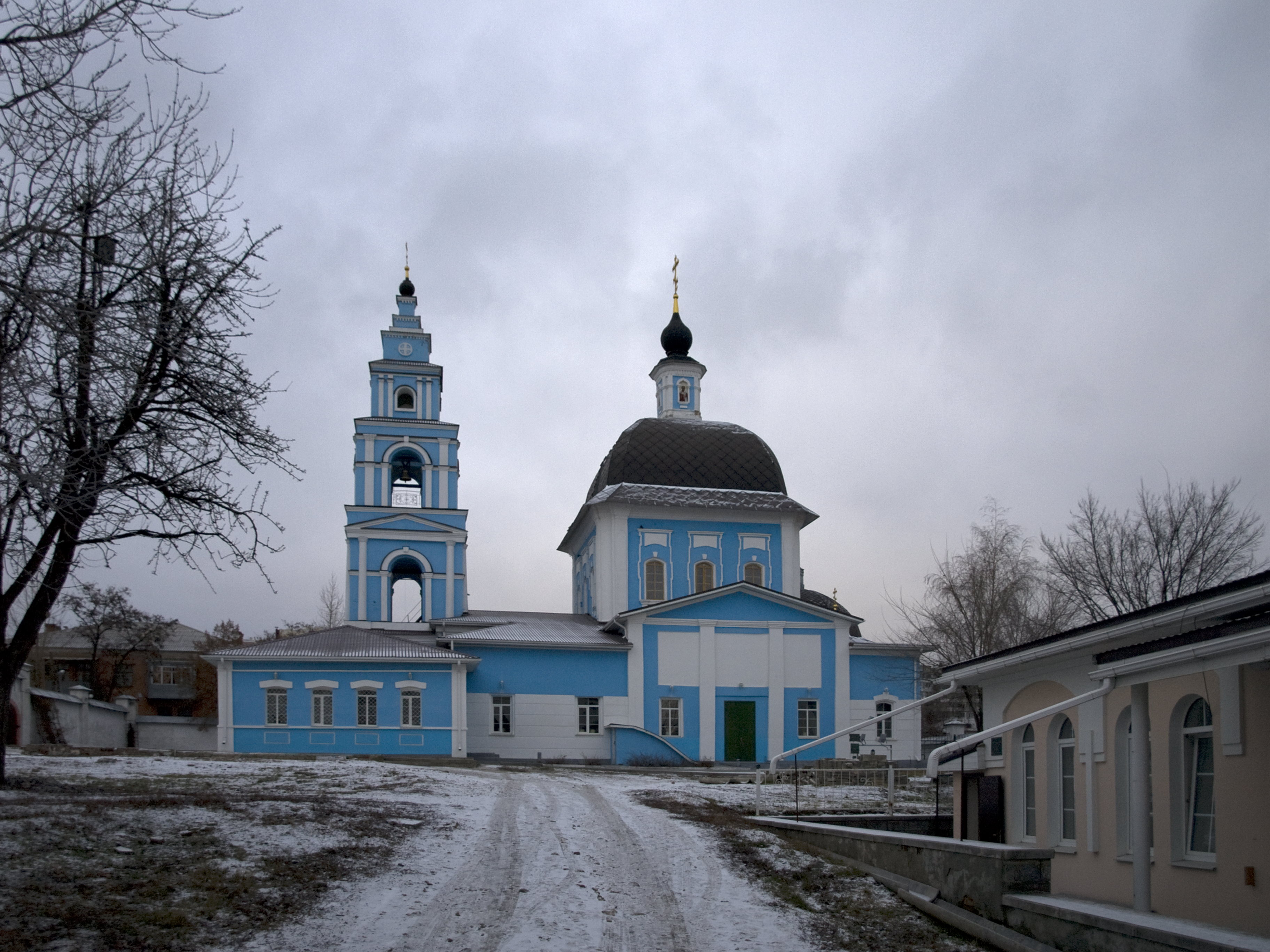
Cerkiew Opieki Matki Bożej
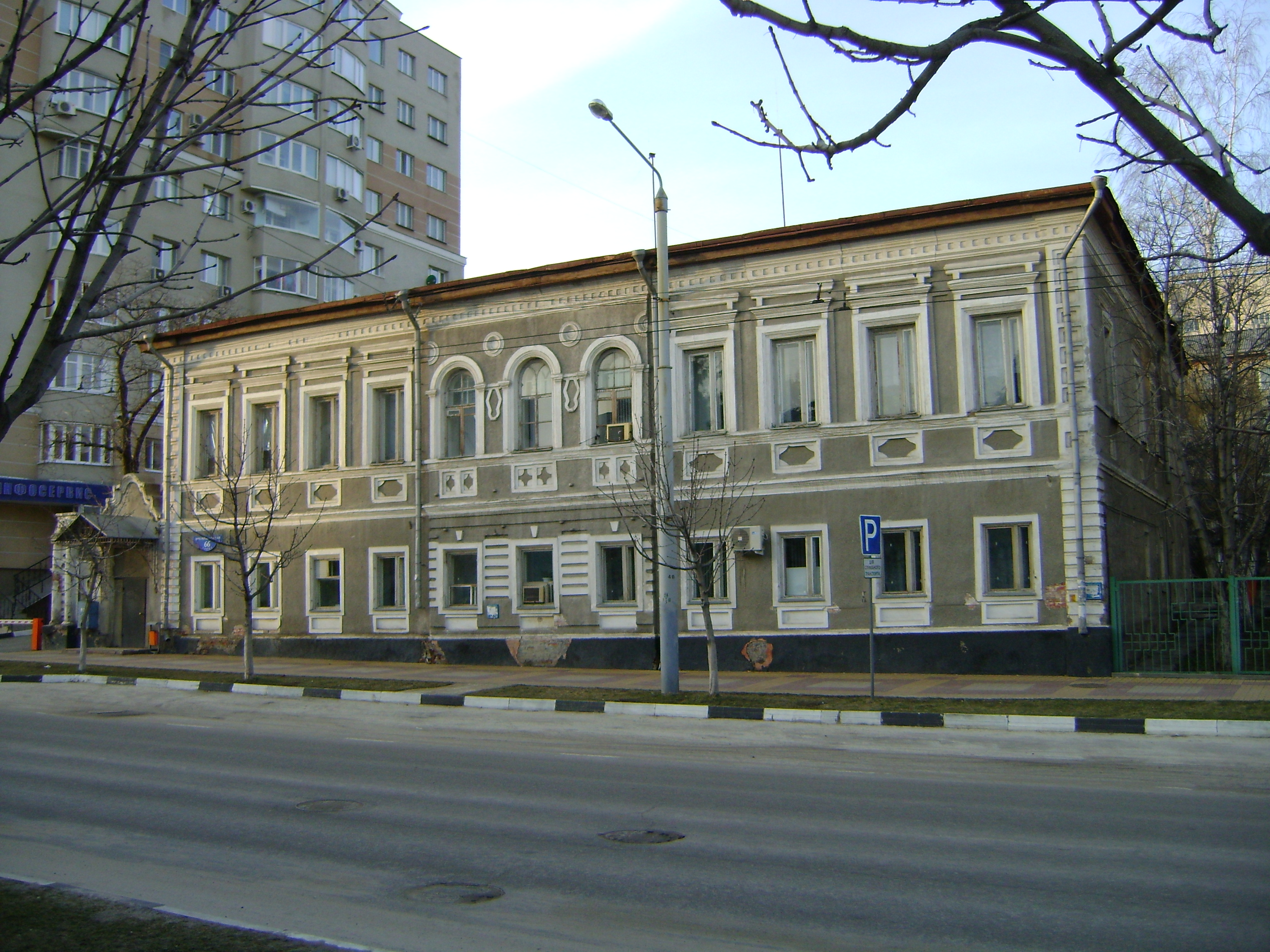
Żeńskie gimnazjum
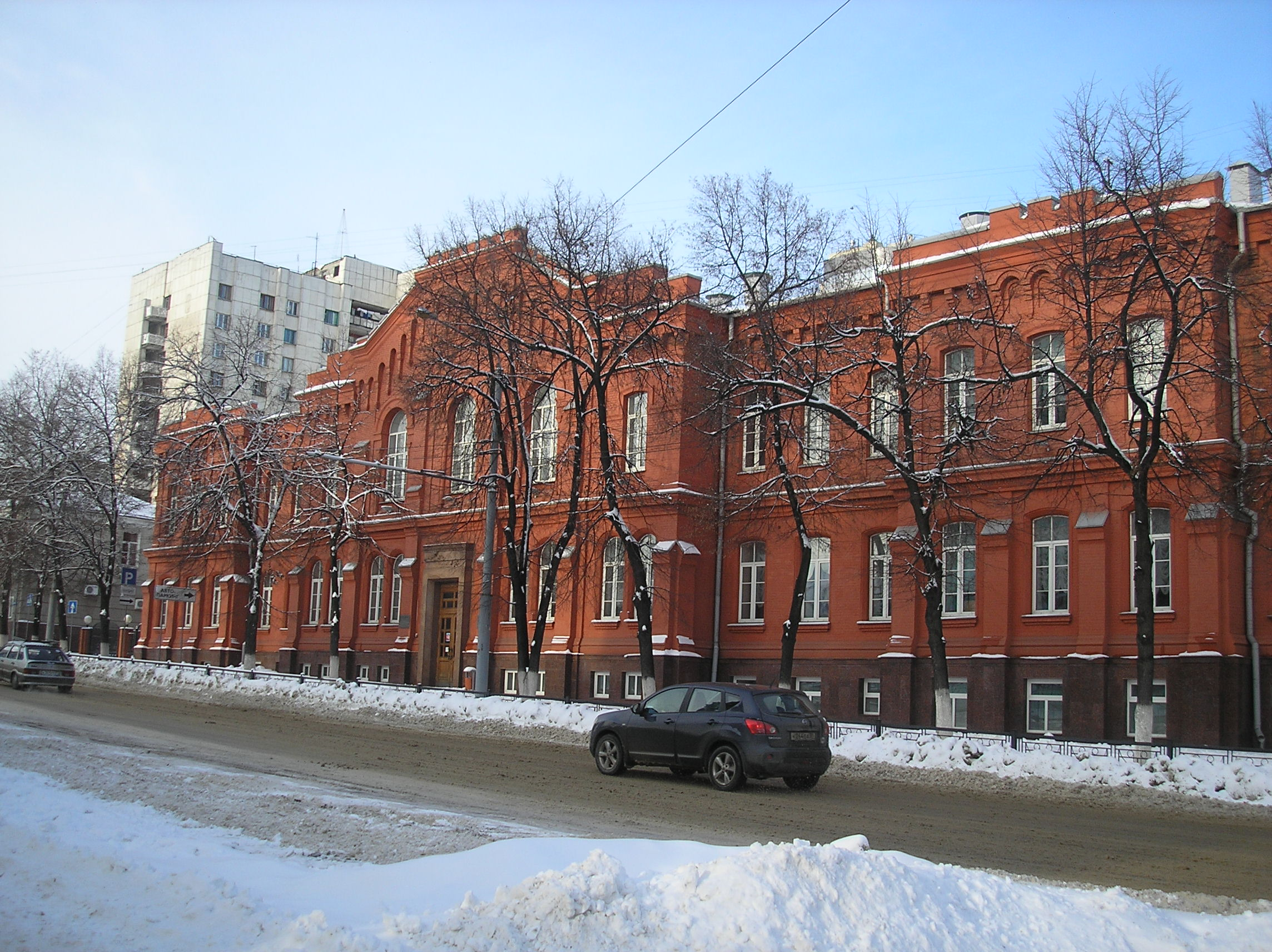
Męskie gimnazjum
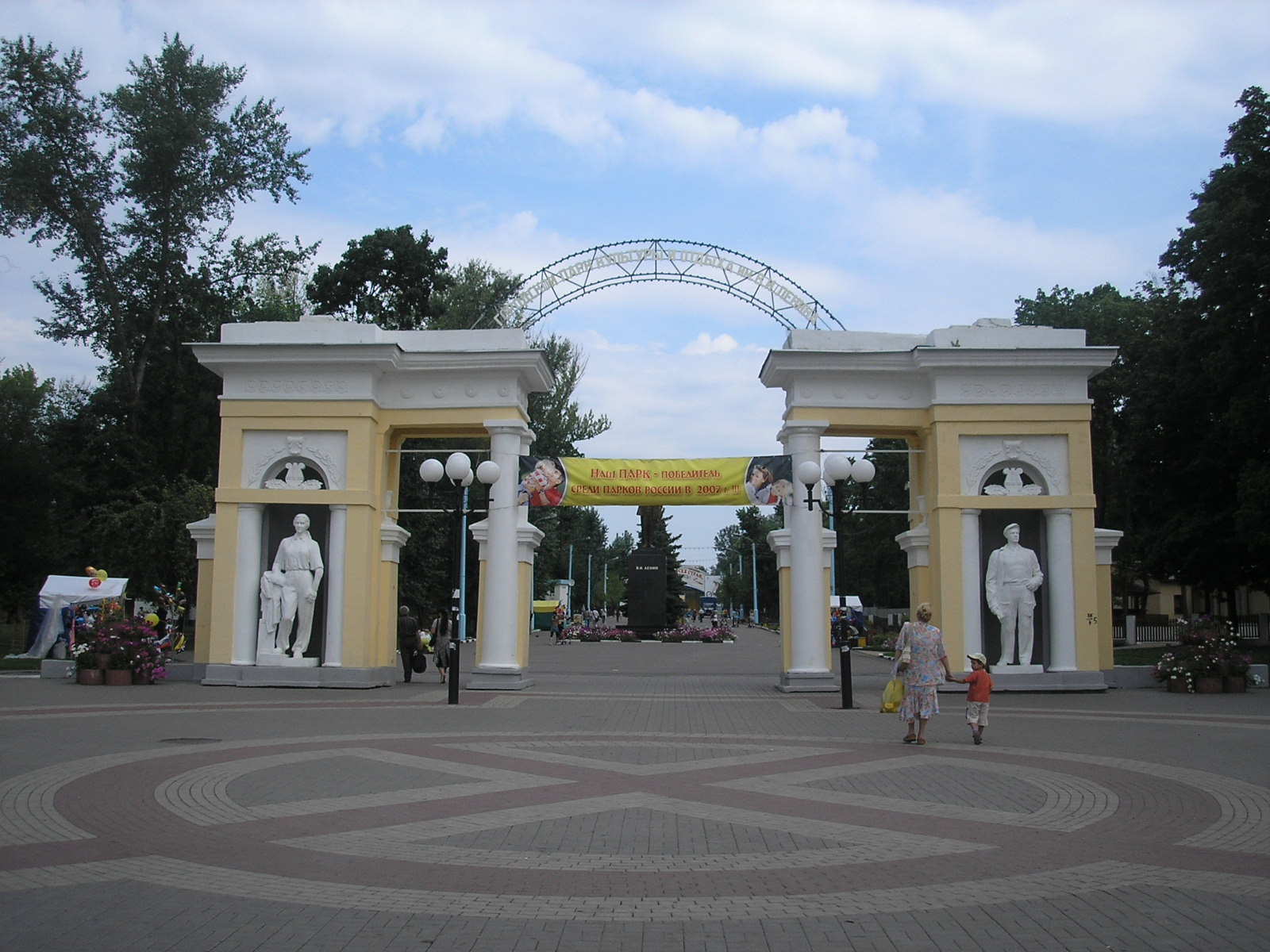
Park kultury
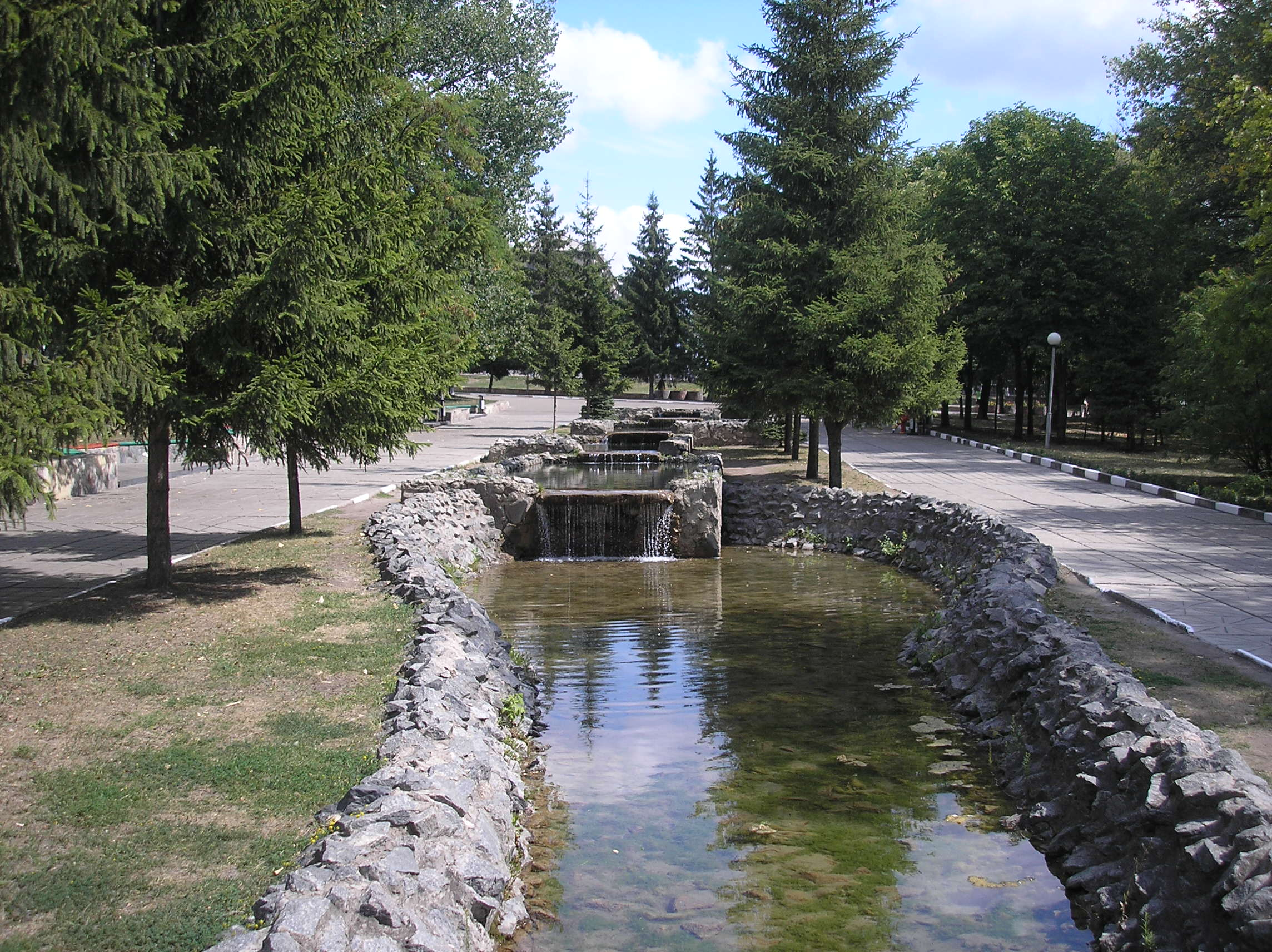
Kaskadki w parku Pamięci
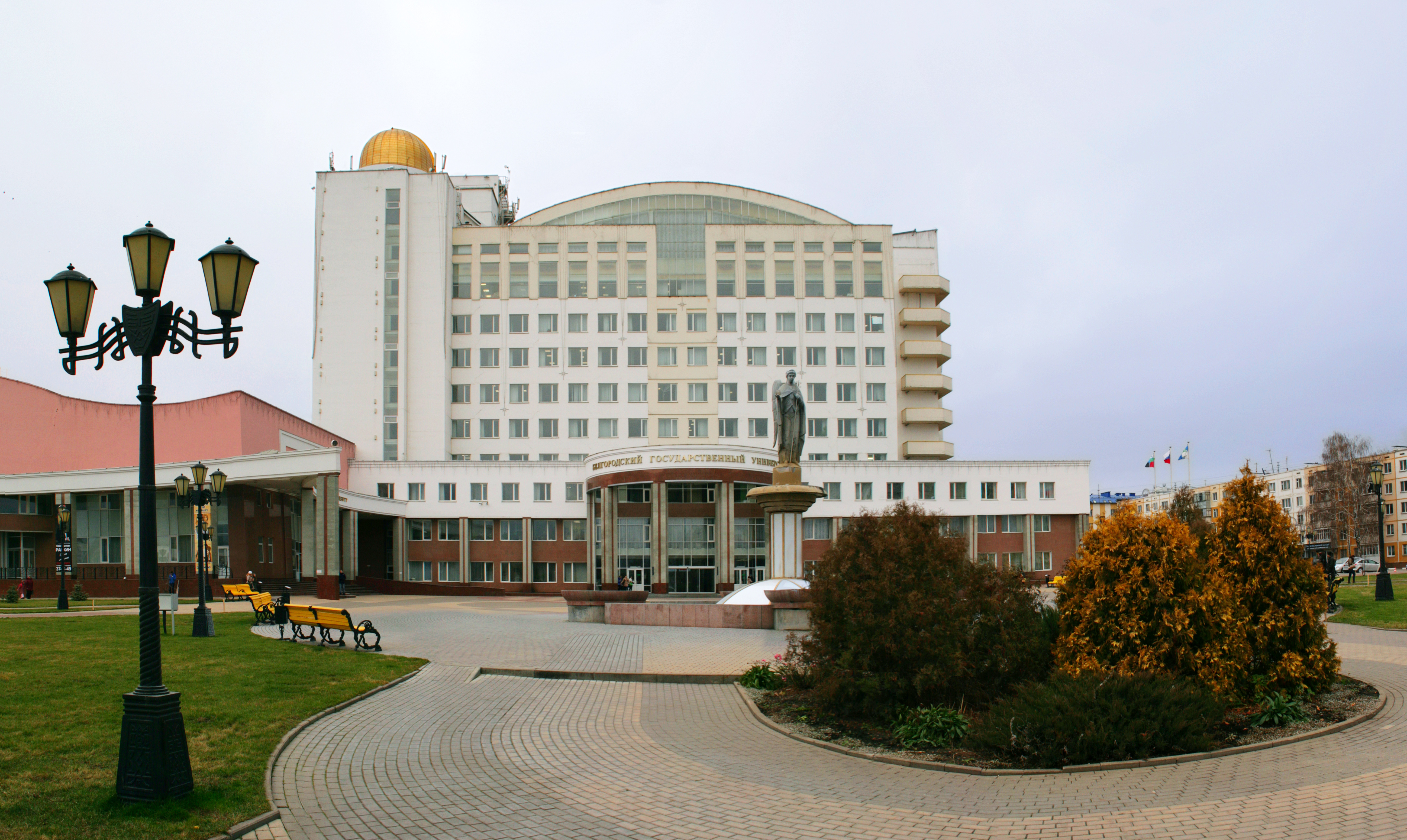
Uniwersytet Miejski